# De Gigantjes

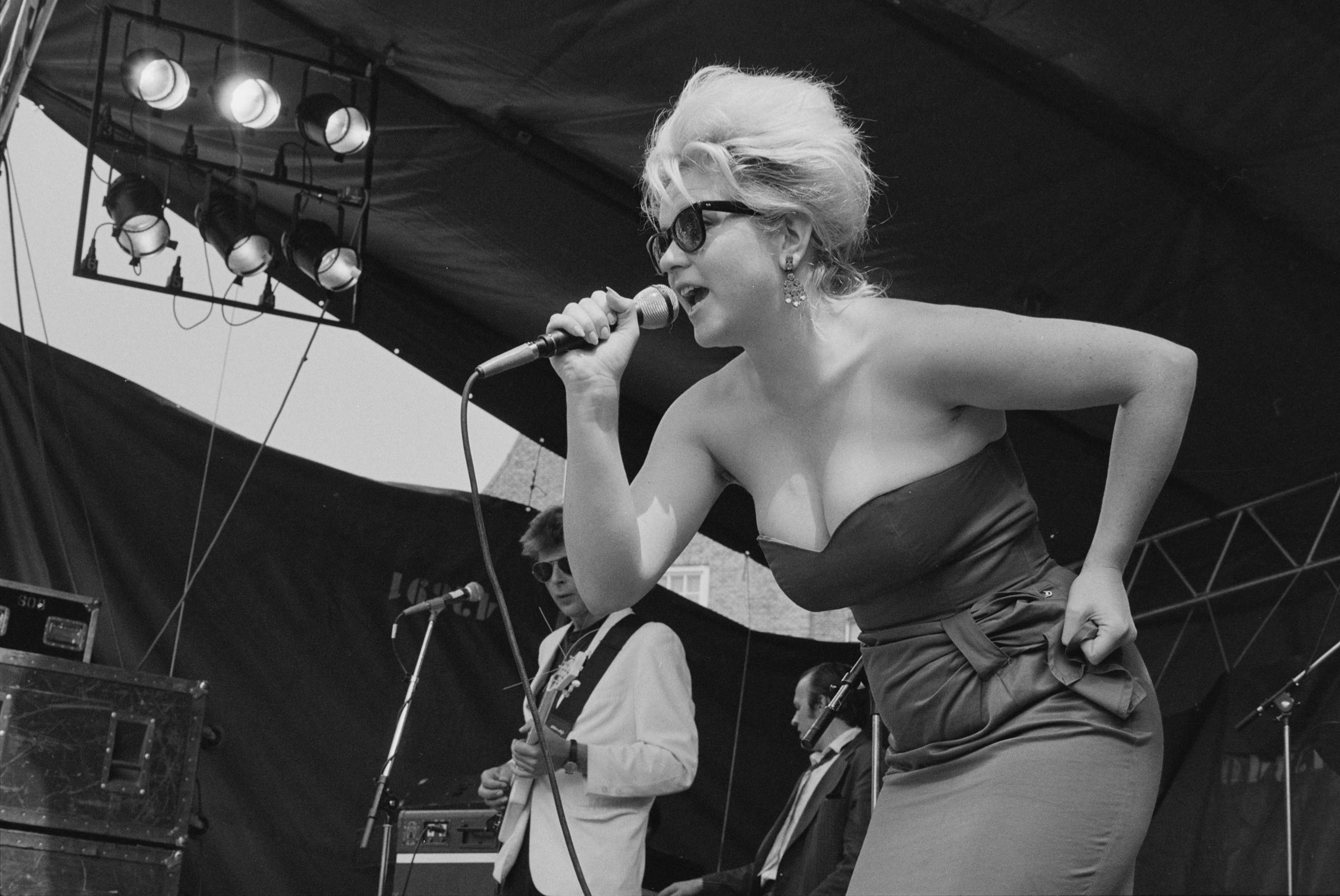
Optreden De Gigantjes met zangeres Mieke Stemerdink op de Grote Markt in Haarlem, 1986

De Gigantjes was een Nederlandse band (ca. 1984-1999). De band speelde voornamelijk pre-rock-'n-roll-repertoire uit de jaren veertig en vijftig.
De Gigantjes werden opgericht als een vrijblijvend gelegenheidsorkestje rond Rob Kruisman en Arti Kraayeveld. Beiden speelden eerder bij Carlsberg. Behalve zangeres Mieke Stemerdink waren alle bandleden routiniers binnen de Nederpop, zoals pianist Willem Hagen, bassist Robert Brondsema en Drummer Bart Terlaak en opvolgers Mike Meier en Bob Dros. Latere drummer van de band was Marcel Schmidt.
In 1985 bereikten ze de 23e plaats in de Nederlandse Top 40 met hun single Yaki taki oowah!
De Gigantjes speelden als huisorkest bij VARA's Nachtshow. Ze hadden een goede live-reputatie en groeiden uit tot een van de meest gevraagde live-acts van Nederland. In 1987 verscheen de single I Want You (To Be My Baby). Deze plaat haalde de tipparade.
De Gigantjes stopten in 1999 nadat zangeres Mieke Stemerdink de band verliet voor een solocarrière.

## Singles
| Single met eventuele hitnotering(en) in de Nederlandse Top 40 | Datum van verschijnen | Datum van binnenkomst | Hoogste positie | Aantal weken | Opmerkingen              |
| ------------------------------------------------------------- | --------------------- | --------------------- | --------------- | ------------ | ------------------------ |
| Yaki taki oowah!                                              |                       | 23-2-1985             | 23              | 6            | #18 in de Single Top 100 |
| I want you (to be my baby)                                    |                       | 18-4-1987             | tip16           |              | #70 in de Single Top 100 |